# BET Awards 2014
Die BET Awards 2014 waren die vierzehnten von Black Entertainment Television (BET) vergebenen BET Awards, die an Künstler in den Bereichen Musik, Schauspiel, Film und Sport vergeben wurden.
Die Verleihung fand am 29. Juni 2014 im Nokia Theatre L.A. Live, Los Angeles, Kalifornien statt. Die Moderation übernahm Chris Rock.
Den Preis für das Lebenswerk erhielt die Band Lionel Richie, den Humanitarian Award die Bürgerrechtlerin Myrlie Evers-Williams.
Am häufigsten nominiert war Beyoncé, die sechs Nominierungen erhielt. Sie gewann insgesamt vier Preise, womit sie auch erfolgreichste Preisträgerin wurde.

## Liveauftritte
| Künstler                                 | Song(s) |
| ---------------------------------------- | --- |
| Pharrell Missy Elliott                   | Come Get It Bae (Pharrell) Pass That Dutch |
| Lil Wayne                                | Krazy Believe Me |
| John Legend Jhene Aiko                   | You & I (Nobody in the World) (Legend) The Worst |
| Chris Brown Lil Wayne Tyga Travis Barker | Loyal |
| Usher                                    | Medley 1. Nice and Slow 2. Love in This Club 3. Yeah! 4. Confessions Part I 5. Confessions Part II 6. Follow Me 7. U Remind Me 8. U Don't Have to Call 9. Caught Up 10. Good Kisser |
| Jennifer Hudson                          | Walk It Out It's Your World |
| Nicki Minaj                              | Chi-Raq Pills N Potions with Burnell Taylor |
| August Alsina Chris Brown Trey Songz     | Kissin' On My Tattoos (Alsina) I Luv This S**t (Remix) Na Na (Songz) |
| John Legend Ledisi Yolanda Adams         | Tribute to Lionel Richie 1. Hello / Still (Legend) 2. Brick House (Ledisi) 3. Jesus Is Love (Adams)                                                                                 |
| Lionel Richie                            | Easy All Night Long (All Night) |
| T.I. Iggy Azalea                         | No MediocreFancy (Azalea) |
| Troop Color Me Badd Silk                 | Great Love Songs of the 1990s 1. All I Do Is Think of You (Troop) 2. I Wanna Sex You Up (Color Me Badd) 3. Freak Me (Silk)                                                          |
| Robin Thicke                             | Forever Love |
| Beyoncé Jay-Z                            | Partition (Remix) |

## Gewinner und Nominierte
Die Gewinner sind fett markiert und vorangestellt.
| Video of the Year | Viewers’ Choice |
| --- | --- |
| - Pharrell Williams – Happy - Beyoncé featuring Jay Z – Drunk in Love - Chris Brown – Fine China - Drake – Worst Behavior - Beyoncé – Partition                                            | - August Alsina featuring Trinidad Jame$ – I Luv This Shit - Beyoncé featuring Jay Z – Drunk in Love - Drake – Worst Behavior - Jhené Aiko – The Worst - Pharrell Williams – Happy |
| Best Female Hip Hop Artist | Best Male Hip Hop Artist |
| - Nicki Minaj - Angel Haze - Charli Baltimore - Eve - Iggy Azalea | - Drake - Kendrick Lamar - J. Cole - Future - Jay-Z |
| Best Female R&B/Pop Artist | Best Male R&B/Pop Artist |
| - Beyoncé - Tamar Braxton - Janelle Monáe - Jhené Aiko - K. Michelle - Rihanna | - Pharrell Williams - August Alsina - Chris Brown - John Legend - Justin Timberlake |
| Best Group | Best New Artist |
| - Young Money - TGT - ASAP Mob - Daft Punk - Macklemore & Ryan Lewis | - August Alsina - Ariana Grande - Mack Wilds - Rich Homie Quan - Schoolboy Q |
| Best Gospel Artist | Best Collaboration |
| - Tamela Mann - Donnie McClurkin - Erica Campbell - Hezekiah Walker - Tye Tribbett | - Beyoncé featuring Jay Z – Drunk in Love - August Alsina featuring Trinidad Jame$ – I Luv This Shit - Drake featuring Majid Jordan – Hold On, We're Going Home - Robin Thicke featuring T.I. and Pharrell Williams – Blurred Lines - Jay Z featuring Justin Timberlake – Holy Grail - YG featuring Jeezy and Rich Homie Quan – My Hitta |
| Best Centric | Video Director of the Year |
| - Jhené Aiko – The Worst - Aloe Blacc – The Man - Jennifer Hudson featuring T.I. – I Can't Describe (The Way I Feel) - Liv Warfield – Why Do You Lie? - Wale feat Sam Dew – LoveHate Thing | - Hype Williams - Benny Boom - Colin Tiley - Director X - Chris Brown |
| YoungStars Award | Best Movie |
| - Keke Palmer - Gabrielle Douglas - Jacob Latimore - Jaden Smith - Zendaya | - 12 Years a Slave - Der Butler - Urlaub mit Hindernissen – The Best Man Holiday - Nächster Halt: Fruitvale Station - Kevin Hart: Let Me Explain |
| Best Actress | Best Actor |
| - Lupita Nyong’o - Angela Bassett - Oprah Winfrey - Kerry Washington - Gabrielle Union | - Chiwetel Ejiofor - Forest Whitaker - Idris Elba - Kevin Hart - Michael B. Jordan |
| Sportswoman of the Year | Sportsman of the Year |
| - Serena Williams - Brittney Griner - Lolo Jones - Venus Williams - Skylar Diggins | - Kevin Durant - Blake Griffin - Carmelo Anthony - Floyd Mayweather Jr. - LeBron James |
| Best International Act: Africa | Best International Act: United Kingdom |
| - Davido - Diamond Platnumz - Mafikizolo - Sarkodie - Tiwa Savage - Toofan | - Krept and Konan - Dizzee Rascal - Ghetts - Laura Mvula - Tinie Tempah - Rita Ora |
| FANdemonium Award | BET Lifetime Achievement Award |
| - Beyoncé - Trey Songz - Rihanna - Justin Timberlake | - Lionel Richie |
| Humanitarian Award | |
| - Myrlie Evers-Williams | |